# Universidad Católica Luis Amigó
La Universidad Católica Luis Amigó es una institución de educación superior, de carácter privado, sujeta a inspección y vigilancia por medio de la Ley 1740 de 2014 y la ley 30 de 1992  del Ministerio de Educación de Colombia. Ubicada en la ciudad de Medellín, Colombia con sedes en Apartadó, Bogotá, Manizales y Montería. La institución es creada y dirigida por la Congregación de Religiosos Terciarios Capuchinos, cuenta con una sede principal ubicada en Medellín y cuatro centros regionales situados en las principales ciudades del país. Siete facultades agrupan la propuesta educativa en el campo técnico, profesional y de formación avanzada como especializaciones, maestrías y doctorados.

## Historia

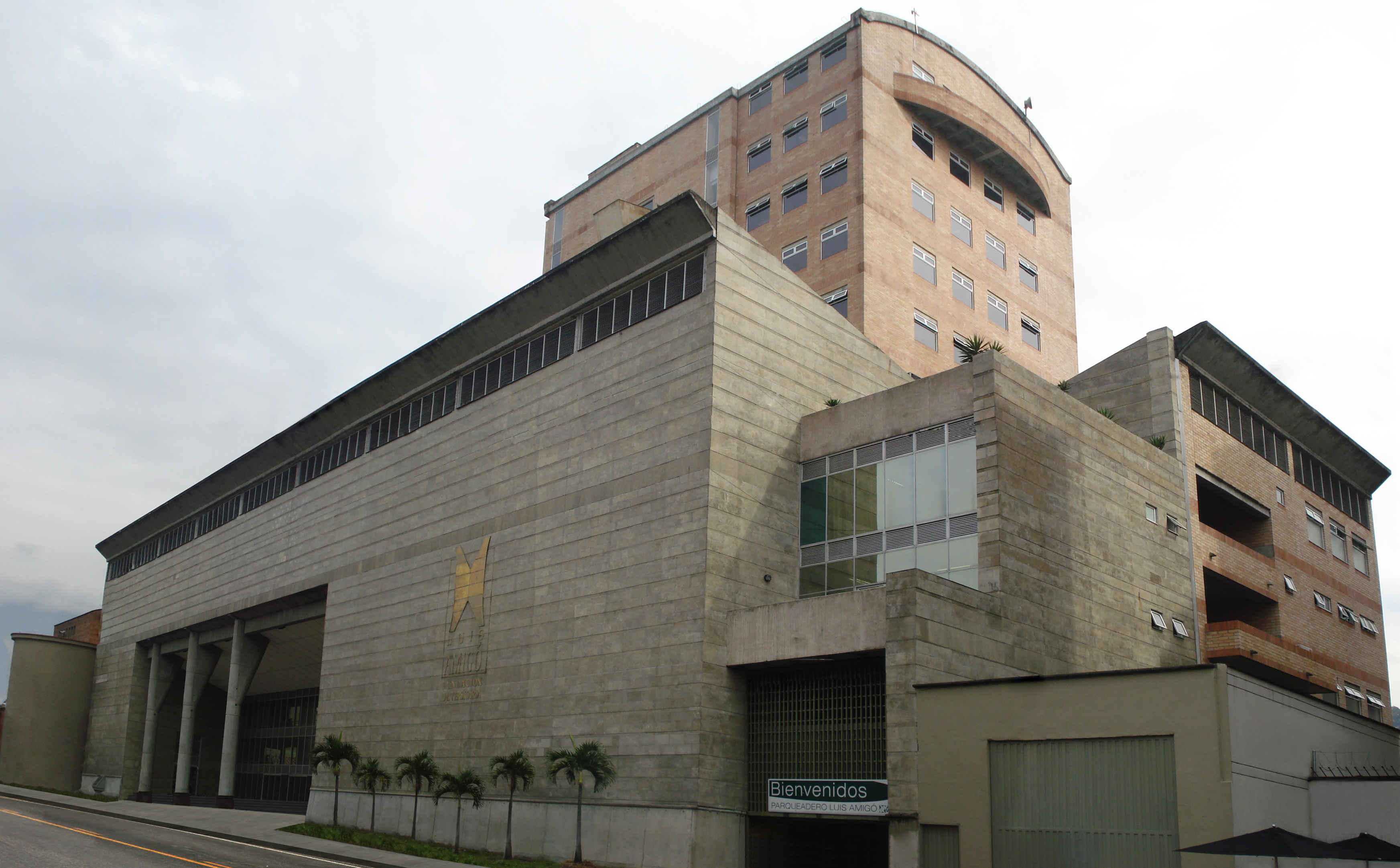
Sede principal ubicada en la ciudad de Medellín.

Sus raíces se remontan a 1889, cuando Luis Amigó y Ferrer fundó en España la Congregación de Religiosos Terciarios Capuchinos para el menor en dificultad. En 1928 los Terciarios llegan a Bogotá y luego a Medellín, en el año de 1951, a dirigir la Escuela de Trabajo San José. En 1956 comienzan los cursos de Psicopedagogía Correccional que fueron aprobados por el Ministerio de Educación Nacional. Diez años más tarde inicia actividades el Instituto Psicopedagógico Amigó, el cual asume los cursos antes mencionados.
En 1981, el padre Fray Hernando Maya Restrepo dio el primer paso para la conformación de la Funlam, buscó apoyo y asesoría para obtener de la Asociación Colombiana de Universidades el reconocimiento de algún título por los cursos de Psicopedagogía. Dos años después presentó ante el Icfes la propuesta del Instituto Tecnológico Luis Amigó con tres tecnologías. El 9 de noviembre de 1984 se otorgó la Personería Jurídica N.º 17701 y el Icfes aprobó la iniciación de la Licenciatura en Pedagogía Reeducativa. Es así como en 1985 la Luis Amigó inició sus actividades académicas como Institución de Educación Superior.
En 1992, inició la especialización en Farmacodependencia, única en el país. Al año siguiente comenzaron los programas de desarrollo familiar y administración de empresas con énfasis en economía solidaria. En 1995 se creó la Facultad de Educación como unidad académica para reunir, curricularmente, un grupo de profesiones o disciplinas relacionadas con la formación pedagógica. 
De ahí surgieron las licenciaturas en Educación Básica, con sus diferentes énfasis y Educación Preescolar. En ese año se dio inicio a las especializaciones en: legislación de familia y de menores, animación sociocultural y pedagogía social, docencia de las Ciencias Sociales y gestión de procesos curriculares.
En el primer semestre de 1998 comenzó la especialización en ética. Para el segundo semestre del mismo año, la Funlam inició el desarrollo de programas de pregrado con la metodología presencial rompiendo con una tradición de más de doce años. Fue así como en el primer semestre de 1999 comenzó con el programa de comunicación social; después le siguieron Derecho y Psicología con énfasis en psicología social, además, del programa de Economía con el enfoque de gerencia para el esarrollo.
En el 2001 se aprobaron los programas de Teología y Filosofía, a principios del 2002 la especialización en Filosofía del Derecho y para el 2003 el programa de Ingeniería de Sistemas. Para el año 2004 la Funlam obtuvo el registro calificado para las Licenciaturas en Filosofía y Teología y la Especialización en Finanzas. 
En 2005 le fue otorgado el registro para el programa de Negocios Internacionales y para el ciclo profesional para Tecnólogos en Sistemas. A principios del 2006 se aprueban cuatro nuevas especializaciones: gestión de organizaciones de economía solidaria, revisoría fiscal, gestión y control tributario y gestión de la responsabilidad social.
En 2007 dos nuevos programas forman parte de la oferta académica de la Luis Amigó: el pregrado en actividad física y deporte y la especialización en gerencia de tecnología. En el 2008 se aprueban las siguientes especializaciones: animación digital, gerencia de tecnología, hermenéutica filosófica, intervenciones psicosociales y teología fundamental. De igual forma, comienza el nuevo pregrado de publicidad. 
Para 2009 el Ministerio de Educación Nacional otorga el registro calificado a las especializaciones en mercadeo estratégico y adicciones. Lo mismo hace en el 2011 con la nueva especialización en ejercicio del derecho ante las Altas Cortes.
Como una forma de expandir la oferta académica de la Institución y crear nuevos programas en la modalidad técnica, la Funlam crea la escuela técnica, un espacio de formación para el trabajo y el desarrollo humano, en esta primera etapa inicia con los programas de desarrollo infantil, hotelería y turismo y gastronomía.
A finales de 2011 el MEN otorgó la acreditación de alta calidad a los programas de Derecho y Administración de Empresas (modalidad presencial). Ya en el 2010 lo había recibido el pregrado de Psicología. Otra grata noticia, en este mismo año, fue la certificación del Sistema de Gestión de la Calidad de la Institución otorgada por el Icontec, evaluando y aprobando los requisitos específicos definidos en las normas NTC-ISO 9001:2008.
Así mismo da un paso importante en la consolidación de la oferta académica al serle aprobada la maestría en intervenciones psicosociales.
El 10 de noviembre de 2016 el Ministerio de Educación Nacional mediante resolución 2016 otorgó el carácter de “Universidad” a la Funlam, la cual es la clasificación máxima que tiene el Estado Colombiano para las instituciones de educación superior según la ley 30 de 1992 y fue otorgada a la Luis Amigó por acreditar un proyecto educativo a plenitud. Además, el 3 de febrero de 2017, el Ministerio de Educación Nacional, le otorgó, por cuatro años, la acreditación de alta calidad al programa de comunicación social. Siendo éste, el quinto programa que cuenta con acreditación de alta calidad en la Universidad, siendo esta acreditación, un logro más para este programa.